# Ronde van Frankrijk 2013/Zeventiende etappe

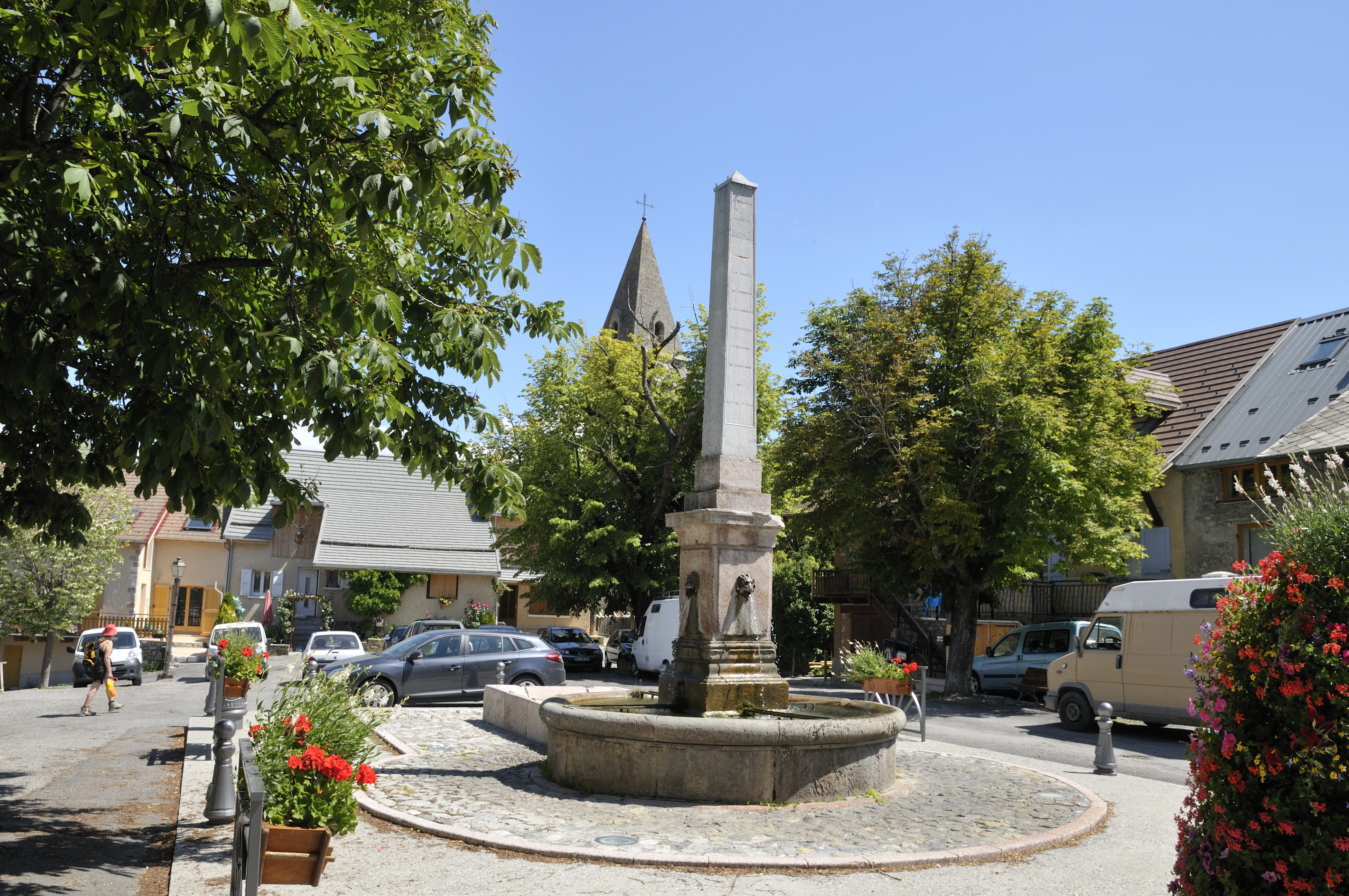
Chorges

De zeventiende etappe van de Ronde van Frankrijk 2013 werd verreden op woensdag 17 juli 2013 en was een individuele tijdrit over een afstand van 32 kilometer van Embrun naar Chorges. Er werden in deze etappe geen punten uitgedeeld voor het puntenklassement.

## Parcours
Het was een individuele tijdrit met twee beklimmingen van de tweede categorie, zonder tussensprints. In Puy-Sanières en Réallon werden er voorlopige tussenstanden opgemeten.

## Verloop
Lieuwe Westra zette een vroege sterke tijd neer, 54'02". Hij won veel tijd in het laatste stuk, zodat rijders als Alessandro De Marchi, Thomas De Gendt en Rein Taaramäe, die in de tussentijd sneller waren, toch enkele seconden langzamer finishten. Jon Izagirre was de eerste die Westra's tijd verbeterde: Hij kwam tot 53'58". De Gent had wel nog steeds de beste eerste tussentijd. Tejay van Garderen verbeterde Izagirres tweede tussentijd met 8 seconden, en deed een fietswissel voor het laatste stuk.
Bij het begin van de tijdrit was het droog weer, maar rond kwart over 3 begon het te regenen. Van Garderen, die als een van de laatsten volledig 'droog' had kunnen rijden, zette een stevige nieuwe beste eindtijd van 53'24" neer. Alejandro Valverde verbeterde de toptijd op het eerste, droge gedeelte, voor De Gendt en Talansky. Rond 4 uur hield de neerslag weer op. Op de tweede tussentijd was Valverde ook de snelste, bijna een minuut sneller dan Van Garderen, maar zijn tijd op het eerste meetpunt werd verbeterd door Joaquim Rodríguez.
Andy Schleck scoorde de beste tijd na de regen, 54'00", de derde tijd in het klassement. Nog beter scoorde Maxime Monfort, 53'50" en de tweede tijd. Direct achter hem finishte Valverde in de nieuwe toptijd van 52'03", meer dan een minuut sneller dan Van Garderen. De toppers in het klassement scoorden allen goed op het eerste meetpunt, met uitzondering van Bauke Mollema die slechts de twintigste tijd scoorde. Roman Kreuziger was net zo snel als Valverde, Alberto Contador scoorde een nieuwe toptijd, 17 seconden sneller dan Rodríguez en Chris Froome verloor slechts 2 seconden op Contador.
Michal Kwiatkowski scoorde de tweede eindtijd, 53'05", Jakob Fuglsang de derde (53'07"). Op het tweede tussenpunt was Contador nog steeds de snelste, maar Rodríguez en Kreuziger waren dicht genaderd. Rodríguez zette met 51'43" een nieuwe beste eindtijd neer. Mollema verloor nog meer tijd, Froome verloor ietsje op Contador maar bleef bij de toprijders. Nairo Quintana vestigde zich met 52'44" ook in de top van het klassement van de etappe. Kreuziger (51'56") behaalde de tweede tijd, Contador had aan het eind nog net 1 seconde voorsprong op Rodríguez. Mollema vloog aan het eind nog bijna uit de bocht. Desondanks wist hij met 53'42" nog de tiende plaats te behalen. Froome wist in het laatste stuk alsnog Contador van de troon te stoten, en won de tijdrit met 51'33".

### Bergsprint
| Beklimming Côte de Puy-Sanières na 6.5 km | Beklimming Côte de Puy-Sanières na 6.5 km | Beklimming Côte de Puy-Sanières na 6.5 km | 2e cat. 6.4 km à 6 % | 2e cat. 6.4 km à 6 % |
| Plaats                                    | Naam                                      | Naam                                      | Punten               |                      |
| Winnaar                                   | Alberto Contador                          | Alberto Contador                          | 5                    |                      |
| 2                                         | Chris Froome                              | Chris Froome                              | 3                    |                      |
| 3                                         | Joaquim Rodríguez                         | Joaquim Rodríguez                         | 2                    |                      |
| 4                                         | Alejandro Valverde                        | Alejandro Valverde                        | 1                    |                      |

| Beklimming Côte de Réallon na 20 km | Beklimming Côte de Réallon na 20 km | Beklimming Côte de Réallon na 20 km | 2e cat. 6.9 km à 6.3 % | 2e cat. 6.9 km à 6.3 % |
| Plaats                              | Naam                                | Naam                                | Punten                 |                        |
| Winnaar                             | Joaquim Rodríguez                   | Joaquim Rodríguez                   | 5                      |                        |
| 2                                   | Nairo Quintana                      | Nairo Quintana                      | 3                      |                        |
| 3                                   | Chris Froome                        | Chris Froome                        | 2                      |                        |
| 4                                   | Alejandro Valverde                  | Alejandro Valverde                  | 1                      |                        |

### Tussenstanden
| Tussenstand punt 1 Puy-Sanières (6,5 km) |                   |                    |         |
| Plaats                                   | Naam              | Ploeg              | Tijd    |
| 1                                        | Alberto Contador  | Team Saxo-Tinkoff  | 14'40"  |
| 2                                        | Chris Froome      | Sky ProCycling     | + 2"    |
| 3                                        | Joaquim Rodríguez | Katjoesja          | + 17"   |
|                                          |                   |                    |         |
| 6                                        | Thomas De Gendt   | Vacansoleil-DCM    | + 36"   |
| 15                                       | Laurens Ten Dam   | Belkin Pro Cycling | + 1'01" |

| Tussenstand punt 2 Réallon (20 km) |                   |                    |         |
| Plaats                             | Naam              | Ploeg              | Tijd    |
| 1                                  | Alberto Contador  | Team Saxo-Tinkoff  | 14'40"  |
| 2                                  | Joaquim Rodríguez | Katjoesja          | + 6"    |
| 3                                  | Roman Kreuziger   | Team Saxo-Tinkoff  | + 9"    |
|                                    |                   |                    |         |
| 11                                 | Thomas De Gendt   | Vacansoleil-DCM    | + 1'32" |
| 15                                 | Laurens Ten Dam   | Belkin Pro Cycling | + 1'48" |

## Uitslagen
| Rituitslag Embrun - Chorges (32 km) |                    |                        |         |
| Plaats                              | Naam               | Ploeg                  | Tijd    |
| Winnaar                             | Chris Froome       | Sky ProCycling         | 51'33"  |
| 2                                   | Alberto Contador   | Team Saxo-Tinkoff      | + 9"    |
| 3                                   | Joaquim Rodríguez  | Katjoesja              | + 10"   |
| 4                                   | Roman Kreuziger    | Team Saxo-Tinkoff      | + 23"   |
| 5                                   | Alejandro Valverde | Team Movistar          | + 30"   |
| 6                                   | Nairo Quintana     | Team Movistar          | + 1'11" |
| 7                                   | Michał Kwiatkowski | Omega Pharma-Quickstep | + 1'33" |
| 8                                   | Jakob Fuglsang     | Astana Pro Team        | + 1'34" |
| 9                                   | Andrew Talansky    | Team Garmin-Sharp      | + 1'41" |
| 10                                  | Tejay van Garderen | BMC Racing Team        | + 1'51" |
|                                     |                    |                        |         |
| 11                                  | Bauke Mollema      | Belkin Pro Cycling     | + 2'09" |
| 12                                  | Maxime Monfort     | RadioShack-Leopard     | + 2'17" |

## Klassementen
| Algemeen Klassement |                    |                        |           |
| Plaats              | Naam               | Ploeg                  | Tijd      |
| Gele trui           | Chris Froome       | Sky ProCycling         | 66u07'09" |
| 2                   | Alberto Contador   | Team Saxo-Tinkoff      | + 4'34"   |
| 3                   | Roman Kreuziger    | Team Saxo-Tinkoff      | + 4'51"   |
| 4                   | Bauke Mollema      | Belkin Pro Cycling     | + 6'23"   |
| 5                   | Nairo Quintana     | Team Movistar          | + 6'58"   |
| 6                   | Joaquim Rodríguez  | Katjoesja              | + 7'21"   |
| 7                   | Laurens ten Dam    | Belkin Pro Cycling     | + 8'23"   |
| 8                   | Jakob Fuglsang     | Astana Pro Team        | + 8'56"   |
| 9                   | Michał Kwiatkowski | Omega Pharma-Quickstep | + 11'10"  |
| 10                  | Daniel Martin      | Garmin-Sharp           | + 12'50"  |
|                     |                    |                        |           |
| 15                  | Maxime Monfort     | RadioShack-Leopard     | + 17'04"  |

| Ploegenklassement |                        |            |
| Plaats            | Ploeg                  | Tijd       |
|                   | Team Saxo-Tinkoff      | 197u41'19" |
| 2                 | RadioShack-Leopard     | + 1'22"    |
| 3                 | AG2R-La Mondiale       | + 8'14"    |
| 4                 | Team Movistar          | + 12'48"   |
| 5                 | Belkin Pro Cycling     | + 22'33"   |
| 6                 | Team Katjoesja         | + 30'58"   |
| 7                 | BMC Racing Team        | + 42'40"   |
| 8                 | Garmin-Sharp           | + 51'53"   |
| 9                 | Omega Pharma-Quickstep | + 59'32"   |
| 10                | Euskaltel-Euskadi      | +1u09'21"  |

## Nevenklassementen
| Puntenklassement |                 |                        |        |
| Plaats           | Naam            | Ploeg                  | Punten |
| Groene trui      | Peter Sagan     | Cannondale             | 377    |
| 2                | Mark Cavendish  | Omega Pharma-Quickstep | 278    |
| 3                | André Greipel   | Lotto-Belisol          | 223    |
|                  |                 |                        |        |
| 10               | Thomas De Gendt | Vacansoleil-DCM        | 84     |
| 14               | Bauke Mollema   | Belkin Pro Cycling     | 69     |

| Bergklassement |                 |                    |        |
| Plaats         | Naam            | Ploeg              | Punten |
| Bolletjestrui  | Chris Froome    | Sky ProCycling     | 88     |
| 2              | Nairo Quintana  | Team Movistar      | 69     |
| 3              | Mikel Nieve     | Euskaltel-Euskadi  | 53     |
|                |                 |                    |        |
| 11             | Bauke Mollema   | Belkin Pro Cycling | 20     |
| 14             | Thomas De Gendt | Vacansoleil-DCM    | 15     |

| Jongerenklassement |                    |                         |           |
| Plaats             | Naam               | Ploeg                   | Tijd      |
| Witte trui         | Nairo Quintana     | Team Movistar           | 66u14'07" |
| 2                  | Michał Kwiatkowski | Omega Pharma-Quick Step | + 4'12"   |
| 3                  | Andrew Talansky    | Garmin-Sharp            | + 8'15"   |
|                    |                    |                         |           |
| 6                  | Tom Dumoulin       | Argos-Shimano           | + 59'57"  |
| 26                 | Sep Vanmarcke      | Belkin Pro Cycling      | +2u34'33" |

## Opgave
- Gorka Izagirre (Euskaltel-Euskadi); niet gestart (koorts)
- Jean-Christophe Péraud (AG2R-La Mondiale); opgave na twee valpartijen